# William Joseph Rainbow
William Joseph Rainbow (1856, Yorkshire - 21 de noviembre de 1919, Sídney) (abreviado Rainbow) fue un entomólogo australiano.
Estudió en Edimburgo, y sigue a sus padres a Nueva Zelanda, su padre era un oficial de la Marina Real británica. En 1873, se inició como periodista y pronto se convierte en un estudioso de la Historia Natural. En 1883, se trasladó a Sídney, donde trabajó como corresponsal de varios periódicos. Obtuvo un puesto en el gobierno antes de convertirse en el entomólogo del Museo Australiano. Ha publicado 71 artículos dedicados principalmente a las arañas en su país. Publicó en 1911 un catálogo sobre las arañas: A Census of Australian Araneidæ. Rainbow est aussi l’auteur d’A guide to the study of Australian butterflies (T.C. Lothian, Melbourne , 1907).

## Fuente
- Pierre Bonnet (1945). Bibliographia araneorum, Les frères Doularoude (Toulouse).

## Abreviatura (zoología)
La abreviatura Rainbow  se emplea para indicar a William Joseph Rainbow como autoridad en la descripción y taxonomía en zoología.

- Datos: Q3568753
- Multimedia: William Joseph Rainbow / Q3568753
- Especies: William Joseph Rainbow